# Mathieu Bourgois
Pour les articles homonymes, voir Bourgois.
Mathieu Bourgois, né en 1972 à Paris, est un photographe français.

## Biographie

### Enfance et formation
Fils de l'éditeur Christian Bourgois, Mathieu Bourgois se passionne très jeune pour la photographie : à 16 ans, il publie sa première photo, un portrait de l’écrivain américain William Burroughs.

### Carrière
Depuis la fin des années 1990, il se consacre au portrait. Il aime « saisir son sujet hors de son environnement habituel, en lumière naturelle et souvent avec des fonds en matière brute (murs de briques, volets métalliques etc.) ».

## Expositions
- Portraits d’écrivains, Institut Lumière, Lyon, 2002[3].